# Guillaume Thomas Taraval

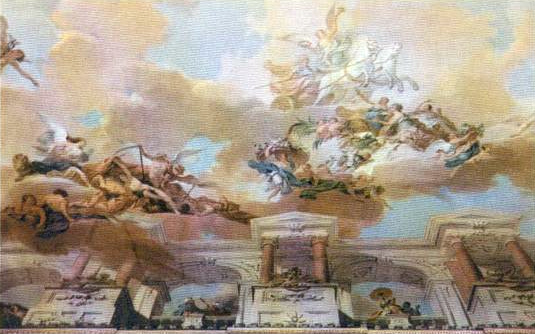
Plafond i Vita havet, Stockholms slott.

Guillaume Thomas Rafael Taraval , född 21 december 1701 i Paris, död 1750 i Stockholm, var en fransk-svensk målare och tecknare.
Han var son till François Taraval och Chatherine Masson och från 1727 gift med sin fosterfars dotter Marie-Anne François  Guillemard och far till Jean Hugues Taraval och Louis Gustave Taraval. Han blev tidigt föräldralös och uppfostrades av familjevännen Guillemard som även gav honom de första lektionerna i målning och teckning. Han fortsatte sin utbildning för kartongtecknaren Claude Audran vid Les Gobelins som då var en av de främsta representanterna för den tidiga rokokostilen i Paris. När Carl Hårleman befann sig i Paris 1732 för att anställa konstnärer till slottsbygget blev han rekommenderad Taraval som anställdes med en lön på 12000 daler kopparmynt. Tillsammans med Nicolas Deslaviers, Lambert Donay och sex andra konstnärer anlände Taraval till Stockholm 4 juli 1732. Han blev inom kort ledare för de franska dekorationsmålarna som var verksamma vid slottet. Han var specialist på allegoriska motiv dekorativa stilleben och ornament. Med stor energi och entusiasm utförde Taraval och hans medarbetare under de närmaste decennierna stora dekorativa uppgifter på slottet där rummen vid deras ankomst var kala och halvfärdiga. Huvudparten av hans arbete på slottet kan knytas till honom personligen även om många målningar var gemensamma arbeten med hjälp av medarbetare.  Han utförde en rad eleganta plafondmålningar, bland dem "Svea omgiven av dygderna", samt Juno och vindarna och en del dörröverstycken. Taraval uppehöll under sina svenska år kontakten med hemlandet och i maj 1739 fick han permission för att resa till Paris för att studera konstutvecklingen och när han återkom i februari 1740 informerade han sina medarbetare om de nya senaste utvecklingarna inom den franska konsten. Under sina sista år var han huvudsakligen sysselsatt med slottskyrkans plafondmålningar som påbörjades 1745. Denna stora dekorativa målning är ett av huvudverken inom svenskt rokokomåleri som han utförde med hjälp av sin  lärjunge Johan Pasch i intimt samarbete med Carl Hårleman och skulptörerna Jacques Philippe Bouchardon och Charles Guillaume Cousin . För målningens utförde svarade i huvudsak Pasch men Taraval utförde kartongerna som ligger som grund för målningen. I mitten av 1740-talet ansåg några att hans måleri var för enahanda och för att få variation köptes flera dörröverstycken in från utlandet bland annat utförde François Boucher några stycken och vid sin död ansågs han av de tongivande som omodern och flera av hans målningar på slottet flyttades undan.
Han målade även porträtt, amoriner, altartavlor, stilleben och genremotiv i ljusa färger. Taraval var enligt sitt kontrakt med Slottsbyggnadsdeputationen förhindrad att utföra privata uppdrag och de enstaka målningar som förekommer utanför slottet var från början tänkta som en del i slottsinredningen dit hör bland annat fyra dörröverstycken i Skytteanum, Uppsala samt målningar i sängkammaren på Sturefors och i stora salen på Gäddeholm. Ett par kyrkliga målningar utanför slottskyrkan är kända bland annat altartavlan i Kimstads kyrka och Borgerskapets änkehus kyrksal i Stockholm.
Han blev betydelsefull för konstutvecklingen i Sverige genom att han i samband med slottsbygget undervisade i teckning och målning. Hans ritareskola som startade 1732 blev officiellt betecknad som Kongliga Ritareakademien 1735 och var embryot till den nuvarande Kungliga Akademien för de fria konsterna. Undervisningen pågick till en början i en sal på slottet fyra kvällar i veckan och redan i slutet av 1730-talet fanns det en stab av nyutbildade konstnärer som kunde användas vid dekorationsarbetet på slottet. 
Hans plafonder ger en luftig och festlig prägel. Taraval är representerad i Nordiska museet, Konstakademien, Uppsala universitet, Uppsala universitetsbibliotek, Nationalmuseum i Stockholm som äger ett stilleben "Död fågel och jaktredskap" samt ett antal teckningar.